# NBA 1951/52
Die NBA-Saison 1951/52 war die sechste Saison der National Basketball Association (NBA). Sie begann am 1. November 1951 und endete regulär nach 330 Spielen am 16. März 1952. Die Postseason begann am 18. März und endete am 25. April mit 4—3 Finalsiegen der Minneapolis Lakers über die New York Knickerbockers.

## Saisonnotizen
- Alle verbliebenen zehn Teams des Vorjahres beendeten die reguläre Saison. Die Tri-Cities Blackhawks zogen aber von den Tri-Cities Moline und Rock Island in Illinois sowie Davenport in Iowa nach Milwaukee in Wisconsin und tauften sich in Milwaukee Hawks um.
- Die Minneapolis Lakers machten von ihrem Recht des Territorial Picks Gebrauch und drafteten Golden Gopher Whitey Skoog von der University of Minnesota. Erster Draft-Pick in der NBA-Draft 1951 war All-American Gene Melchiorre von den Braves der Bradley University für die Baltimore Bullets, der jedoch wegen des Point shaving-Skandals 1951 von der Liga vor der Saison lebenslang gesperrt wurde. Zweiter Draft-Pick wurde mit Mel Hutchins von den Brigham Young University Cougars der Oheim  des langjährigen NBA-Vizepräsidenten Kiki Vandeweghe für die in Hawks umbenannten Blackhawks.[1]
- Auch Alex Groza und Ralph Beard von den Indianapolis Olympians, zwei junge All-Stars des Vorjahres und olympische Goldmedaillengewinner von 1948 wurden wegen der Verwicklung in den City College of New York-Wettbetrug aus der Saison 1949/50 von NBA-Präsident Maurice Podoloff auf Lebenszeit gesperrt.
- Die Drei-Sekunden-Zone wurde von zwei auf vier Meter verbreitert. Doch statt die „großen Männer“ zu beschränken, öffnete die Verbreiterung das Spiel und erlaubte eine größere Schussauswahl.
- So machte George Mikan von den Minneapolis Lakers am  20. Januar 1952 gegen die Rochester Royals 61 Punkte und blieb damit nur zwei Punkte hinter dem bestehenden Rekord von Joe Fulks aus dem Jahre 1949. Insgesamt brachten 16 NBA-Spieler dieses Kunststück zustande.[2]
- Dolph Schayes gelangen im Spiel seiner Syracuse Nationals gegen die Minneapolis Lakers 23 Freiwürfe aus 27 Versuchen. Auch wenn das Spiel in die dritte Verlängerung gegangen sein mag, gelang dies dennoch lediglich elf weiteren Spielern insgesamt 13 mal (Stand: 2020).
- Das zweite NBA All-Star Game fand am Montag, den 11. Februar 1952 vor 10.211 Zuschauern erneut im Boston Garden statt. Al Cervi gewann mit den Eastern All-Stars 108—91 gegen John Kundlas Western All-Stars. Most Valuable Player des All-Star-Games wurde Paul Arizin von den Philadelphia Warriors. Der Preis wurde 1953 eingeführt und Arizin rückwirkend gewählt.[3]

## Abschlusstabellen
Pl. = Rang,  = Für die Playoffs qualifiziert, Sp = Anzahl der Spiele, S—N = Siege—Niederlagen, % = Siegquote (Siege geteilt durch Anzahl der bestrittenen Spiele), GB = Rückstand auf den Führenden der Division in der Summe von Sieg- und Niederlagendifferenz geteilt durch zwei, Heim = Heimbilanz, Ausw. = Auswärtsbilanz, Neutr. = Bilanz auf neutralem Boden, Div. = Bilanz gegen die Divisionsgegner

### Eastern Division
| Pl. | Mannschaft            | Sp | S—N   | %    | GB | Heim  | Ausw. | Neutr. | Div.  |
| --- | --------------------- | -- | ----- | ---- | -- | ----- | ----- | ------ | ----- |
| 1.  | Syracuse Nationals    | 66 | 40—26 | .606 | —  | 26—70 | 12—18 | 02—10  | 21—15 |
| 2.  | Boston Celtics        | 66 | 39—27 | .591 | 01 | 22—70 | 10—19 | 07—10  | 22—14 |
| 3.  | New York Knicks       | 66 | 37—29 | .561 | 03 | 21—40 | 12—22 | 04—30  | 23—13 |
| 4.  | Philadelphia Warriors | 66 | 33—33 | .500 | 07 | 24—70 | 06—25 | 03—10  | 14—22 |
| 5.  | Baltimore Bullets     | 66 | 20—46 | .303 | 20 | 17—15 | 02—22 | 01—90  | 10—26 |

### Western Division
| Pl. | Mannschaft             | Sp | S—N   | %    | GB | Heim  | Ausw. | Neutr. | Div.  |
| --- | ---------------------- | -- | ----- | ---- | -- | ----- | ----- | ------ | ----- |
| 1.  | Rochester Royals       | 66 | 41—25 | .621 | —  | 28—50 | 12—18 | 01—20  | 22—14 |
| 2.  | Minneapolis Lakers     | 66 | 40—26 | .606 | 01 | 21—50 | 13—19 | 06—20  | 24—12 |
| 3.  | Indianapolis Olympians | 66 | 34—32 | .515 | 07 | 25—60 | 04—24 | 05—20  | 18—18 |
| 4.  | Fort Wayne Pistons     | 66 | 29—37 | .439 | 12 | 22—11 | 06—24 | 01—20  | 17—19 |
| 5.  | Milwaukee Hawks        | 66 | 17—49 | .258 | 24 | 07—13 | 03—22 | 07—14  | 09—27 |

## Führende Spieler in Einzelwertungen
| Kategorie       | Spieler                  | Mannschaft                         | Wert   |
| --------------- | ------------------------ | ---------------------------------- | ------ |
| Punkte          | Paul Arizin              | Philadelphia Warriors              | 1674   |
| Wurfquote †     | Paul Arizin              | Philadelphia Warriors              | 44,8 % |
| Freiwurfquote ‡ | Bobby Wanzer             | Rochester Royals                   | 90,4 % |
| Assists         | Andy Phillip             | Philadelphia Warriors              | 539    |
| Rebounds        | Larry Foust Mel Hutchins | Fort Wayne Pistons Milwaukee Hawks | 880    |

† 210 Körbe nötig. Arizin nahm 1222 Schüsse und traf 548 mal.

‡ 180 Freiwürfe nötig. Wanzer traf 377 von 417.

- Mit 286 beging George Mikan die meisten Fouls, und führte damit zum dritten Mal in Folge die Foulstatistik an. Don Boven von den Milwaukee Hawks war währenddessen mit 18 mal am häufigsten fouled out.
- Paul Arizin stand mit 2939 Minuten am längsten auf dem Parkett. Seine 1674 Punkte ergaben einen Durchschnitt von 25,4 Punkten pro Spiel.
- Bis zur Saison 1968/69 wurden den Statistiken in den Kategorien „Punkte“, „Assists“ und „Rebounds“ die insgesamt erzielten Leistungen zu Grunde gelegt und nicht die Quote pro Spiel. Die wäre bei Andy Phillip 8,2 Assists pro Spiel und George Mikan käme mit seinen 866 Rebounds in 64 Spielen auf einen Durchschnittswert von 13,5 Rebounds im Gegensatz zu den 13,3 Rebounds von Hutchins und Foust in jeweils 66 Spielen.[4]

## Ehrungen
| - All-NBA First Team: - George Mikan, Minneapolis Lakers - Ed Macauley, Boston Celtics - Paul Arizin, Philadelphia Warriors - Bob Cousy, Boston Celtics - Bob Davies, Rochester Royals - Dolph Schayes, Syracuse Nationals | - All-NBA Second Team: - Larry Foust, Fort Wayne Pistons - Vern Mikkelsen, Minneapolis Lakers - Jim Pollard, Minneapolis Lakers - Bobby Wanzer, Rochester Royals - Andy Phillip, Philadelphia Warriors |

## Playoffs-Baum
| Division-Halbfinals | Division-Halbfinals    | Division-Halbfinals |    |                    | Division-Finals | Division-Finals | Division-Finals |  |  | NBA-Finals | NBA-Finals | NBA-Finals |
|                     |                        |                     |    |                    |                 |                 |                 |  |  |            |            |            |
| E1                  | Syracuse Nationals     | 2                   |    |                    |                 |                 |                 |  |  |            |            |            |
| E4                  | Philadelphia Warriors  | 1                   |    |                    |                 |                 |                 |  |  |            |            |            |
| E4                  | Philadelphia Warriors  | 1                   | E4 | Syracuse Nationals | 1               |                 |                 |  |  |            |            |            |
| Eastern Division    |                        |                     | E4 | Syracuse Nationals | 1               |                 |                 |  |  |            |            |            |
|                     | E3                     | New York Knicks     | 3  |                    |                 |                 |                 |  |  |            |            |            |
| E2                  | E3                     | New York Knicks     | 3  | Boston Celtics     | 1               |                 |                 |  |  |            |            |            |
| E2                  |                        |                     |    | Boston Celtics     | 1               |                 |                 |  |  |            |            |            |
| E3                  | New York Knicks        | 2                   |    |                    |                 |                 |                 |  |  |            |            |            |
| E3                  | New York Knicks        | 2                   | E3 | New York Knicks    | 3               |                 |                 |  |  |            |            |            |
|                     |                        |                     |    | New York Knicks    | 3               |                 |                 |  |  |            |            |            |
|                     | W2                     | Minneapolis Lakers  | 4  |                    |                 |                 |                 |  |  |            |            |            |
| W2                  | W2                     | Minneapolis Lakers  | 4  | Minneapolis Lakers | 2               |                 |                 |  |  |            |            |            |
| W2                  |                        |                     |    | Minneapolis Lakers | 2               |                 |                 |  |  |            |            |            |
| W3                  | Indianapolis Olympians | 0                   |    |                    |                 |                 |                 |  |  |            |            |            |
| W3                  | Indianapolis Olympians | 0                   | W2 | Minneapolis Lakers | 3               |                 |                 |  |  |            |            |            |
| Western Division    |                        |                     | W2 | Minneapolis Lakers | 3               |                 |                 |  |  |            |            |            |
|                     | W1                     | Rochester Royals    | 1  |                    |                 |                 |                 |  |  |            |            |            |
| W1                  | W1                     | Rochester Royals    | 1  | Rochester Royals   | 2               |                 |                 |  |  |            |            |            |
| W1                  |                        |                     |    | Rochester Royals   | 2               |                 |                 |  |  |            |            |            |
| W4                  | Fort Wayne Pistons     | 0                   |    |                    |                 |                 |                 |  |  |            |            |            |

## Playoffs-Ergebnisse
Die Playoffs begannen am 18. März und wurden in den Division-Halbfinals nach dem Modus „Best of Three“ ausgetragen, die Division-Finals nach dem Modus „Best of Five“ und die NBA-Finals nach dem Modus „Best of Seven“. Es kam zu denselben Playoff-Paarungen des Vorjahres, lediglich im Fall des Western Division-Finals zwischen Lakers und Royals mit einem umgekehrten Ausgang. Wieder gelang es New York nach der regulären Saison als drittplatziertem Team der Division, den Divisions-Titel zu erringen.

### Eastern Division-Halbfinals
New York Knickerbockers 2, Boston Celtics 1

Mittwoch, 19. März: Boston 105 – 94 New York

Sonntag, 23. März: New York 101 – 97 Boston

Mittwoch, 26. März: Boston 87 – 88 New York (n.2.V.)
Syracuse Nationals 2, Philadelphia Warriors 1

Donnerstag, 20. März: Syracuse 102 – 83 Philadelphia

Sonnabend, 22. März: Philadelphia 100 – 95 Syracuse

Sonntag, 23. März: Syracuse 84 – 73 Philadelphia

### Western Division-Halbfinals
Rochester Royals 2, Fort Wayne Pistons 0

Dienstag, 18. März: Rochester 95 – 78 Fort Wayne

Donnerstag, 20. März: Fort Wayne 86 – 92 Rochester
Minneapolis Lakers 2, Indianapolis Indians 0

Sonntag, 23. März: Minneapolis 78 – 70 Indianapolis

Dienstag, 25. März: Indianapolis 87 – 94 Minneapolis

### Eastern Division-Finals
New York Knickerbockers 3, Syracuse Nationals 1

Mittwoch, 2. April: Syracuse 85 – 87 New York

Donnerstag, 3. April: Syracuse 102 – 92 New York

Freitag, 4. April: New York 99 – 92 Syracuse

Dienstag, 8. April: New York 100 – 93 Syracuse

### Western Division-Finals
Minneapolis Lakers 3, Rochester Royals 1

Sonnabend, 29. März: Rochester 88 – 78 Minneapolis

Sonntag, 30. März: Rochester 78 – 83 Minneapolis

Sonnabend, 5. April: Minneapolis 77 – 67 Rochester

Sonntag, 6. April: Minneapolis 82 – 80 Rochester

## NBA-Finals

### Minneapolis Lakers vs. New York Knickerbockers
Wie im Vorjahr verfehlten die New York Knickerbockers die Meisterschaft nur knapp. Die Minneapolis Lakers unterstrichen ihre Dominanz der letzten Jahre und sollten mit dieser Meisterschaft eine kleine Serie einrichten. Die ersten drei Heimspiele der Lakers fanden in Saint Paul, der Zwillingsstadt von Minneapolis, statt.
Die Finalergebnisse:
Sonnabend, 12. April: Minneapolis 83 – 79 New York (n. V.)

Sonntag, 13. April: Minneapolis 72 – 80 New York

Mittwoch, 16. April: New York 77 – 82 Minneapolis

Freitag, 18. April: New York 90 – 89 Minneapolis (n. V.)

Sonntag, 20. April: Minneapolis 102 – 89 New York

Mittwoch, 23. April: New York 76 – 68 Minneapolis

Freitag, 25. April: Minneapolis 82 – 65 New York
Die Minneapolis Lakers werden mit 4—3 Siegen NBA-Meister.

## Die Meistermannschaft der Minneapolis Lakers
| Lew Hitch, Joe Hutton, Slater Martin, George Mikan, Vern Mikkelsen, John Pilch, Jim Pollard, Howie Schultz, Bob Harrison, Pep Saul, Whitey Skoog Head Coach: John Kundla |